# Белебеевский медицинский колледж
Белебеевский медицинский колледж  — колледж медицинского профиля в городе Белебей Республики Башкортостан. Колледж находится в ведении Министерства здравоохранения РБ.
Адрес колледжа: 452000, Республика Башкортостан, г. Белебей, ул. Пионерская, д. 63.

## История
В 1930-х годах в городе Белебее происходило расширение предоставляемых медицинских услуг населению. Была расширена и преобразована в районную больницу городская больница. Для постоянного укомплектования ее медицинском персоналом были необходимо организовать обучение местной молодежи, желающей получить образование и работать на медицинском поприще, построить учебное здание . 
Белебеевский медицинский колледж был основан  в 1936 году в городе Белебее РБ. За время существования колледж менял свой статус от курсов медицинских работников Российского общества Красного креста (РОКК) (1936) и  медицинской школы (1937), до техникума (1944), медицинского училища (1954) и колледжа (2003). Менялось и  место проведения занятий - от здания Белебеевской школы №2,  поликлиники,  двух помещений барачного типа (1972) до административного здания на улице Пионерской (1983). Постепенно для колледжа было построено общежитие (1993), спортзал, лаборатории и др.
Первоначально здесь готовили медицинских сестер, с 1955 года - фельдшеров, с 1958 года стали готовить и акушерок.

## Современное состояние
В настоящее время студенты Белебеевского медицинского колледжа на дневном отделении осваивают специальности лечебное дело, сестринское дело. В колледж принимают учеников после 9 и 11 классов, от этого зависит и срок получения образования в колледже.

## Известные выпускники
Выпускниками колледжа являются зам. министра здравоохранения БАССР Назметдинова М. X., заслуженный врач Самирханова Я.И., Алексеев В. Н.,  Ануфриев В. М.,  Щипакин В. Г. и др.

## Руководство
В разные годы Белебевским колледжем руководили:  Сидоров М. М.,  Кузнецов Ф. Ф.,  Жилкин Е.,  Гриневич Т. З.,  Библина И. М.,  Гайнуллина М. Ф.,  Наумова В. И.,  Гурьянов М. В.,  Елизарьев А. И.,  Лазарев В. Н.,  Григорьев А.Т. (1984 - 2008),  Хайруллин Р. М.